# Hendrik Conscience
Hendrik Conscience (Antwerpen, 3 de desembre del 1812 – Elsene el 10 de setembre del 1883) va ser un escriptor belga d'expressió neerlandesa. Va debutar amb unes obres en francès, però el seu amic i col·lega escriptor Jan Jacob de Laet (1815-1891) el va convèncer d'escriure en neerlandès.
La publicació del seu llibre De Leeuw van Vlaanderen (‘El lleó de Flandes', 1838), va servir de base a la reivindicació romàntica del neerlandès.